# Giuliano Razzoli
Giuliano Razzoli (ur. 18 grudnia 1984 w Castelnovo ne’ Monti) – włoski narciarz alpejski, mistrz olimpijski.

## Kariera
Po raz pierwszy na arenie międzynarodowej Giuliano Razzoli pojawił się 29 listopada 1999 roku w San Vigilio di Marebbe, gdzie w zawodach FIS Race w slalomie został zdyskwalifikowany w pierwszym przejeździe. Nigdy nie wystąpił na mistrzostwach świata juniorów.
W zawodach Pucharu Świata zadebiutował 18 grudnia 2006 roku w Alta Badia, gdzie nie ukończył pierwszego przejazdu w slalomie. Pierwsze pucharowe punkty wywalczył 27 stycznia 2007 roku w Kitzbühel, gdzie w tej samej konkurencji zajął 24. miejsce. Blisko dwa lata później, 6 stycznia 2009 roku w Zagrzebiu, po raz pierwszy stanął na podium zawodów tego cyklu, zajmując trzecie miejsce w slalomie. W zawodach tych wyprzedzili go jedynie FrancuzJean-Baptiste Grange i Chorwat Ivica Kostelić. Łącznie na podium stawał siedem razy, za każdym razem w slalomie, odnosząc jednocześnie dwa zwycięstwa: 6 stycznia 2010 roku w Zagrzebiu oraz 19 marca 2011 roku w Lenzerheide. Najlepsze wyniki osiągnął w sezonie 2010/2011, kiedy był dziewiąty w klasyfikacji slalomu.
Największy sukces osiągnął w 2010 roku, kiedy podczas igrzysk olimpijskich w Vancouver wywalczył złoty medal w slalomie. Prowadził już po pierwszym przejeździe, jako jedyny zawodnik uzyskując czas poniżej 48 sekund. W drugim przejeździe osiągnął siódmy wynik, co jednak wystarczyło do utrzymania prowadzenia. Ostatecznie wyprzedził Ivicę Kostelicia o 0,16 sekundy i André Myhrera ze Szwecji o 0,44 sekundy. Został tym samym trzecim włoskim mistrzem olimpijskim w tej konkurencji, po Piero Grosie, który zwyciężył na ZIO w Innsbrucku (1976) i Alberto Tombie, który był najlepszy na  ZIO w Calgary (1988). Na rozgrywanych cztery lata później igrzyskach w Soczi był szesnasty po pierwszym przejeździe. Nie ukończył jednak drugiego przejazdu i nie był klasyfikowany. W tej samej konkurencji startował także na mistrzostwach świata w Val d’Isère (2009), mistrzostwach świata w Garmisch-Partenkirchen (2011) i mistrzostwach świata w Schladming (2013), jednak we wszystkich przypadkach nie kończył rywalizacji.
Dwukrotnie zdobywał mistrzostwo Włoch, w latach 2006 i 2011 zwyciężając w slalomie. W 2010 roku otrzymał tytuł Komandora Orderu Zasługi Republiki Włoskiej.

## Osiągnięcia

### Igrzyska olimpijskie
| Miejsce | Dzień     | Rok  | Miejscowość | Konkurencja | Czas biegu | Strata | Zwycięzca    |
| ------- | --------- | ---- | ----------- | ----------- | ---------- | ------ | ------------ |
| 1.      | 27 lutego | 2010 | Vancouver   | Slalom      | 1:39,32    | -      | -            |
| DNF     | 22 lutego | 2014 | Soczi       | Slalom      | 1:41,84    | -      | Mario Matt   |
| 8.      | 16 lutego | 2022 | Pekin       | Slalom      | 1:44,09    | +0,96  | Clément Noël |

### Mistrzostwa świata
| Miejsce | Dzień     | Rok  | Miejscowość       | Konkurencja | Czas biegu | Strata | Zwycięzca              |
| ------- | --------- | ---- | ----------------- | ----------- | ---------- | ------ | ---------------------- |
| DNF     | 15 lutego | 2009 | Val d’Isère       | Slalom      | 1:44,17    | -      | Manfred Pranger        |
| DNF2    | 20 lutego | 2011 | Ga-Pa             | Slalom      | 1:41,72    | -      | Jean-Baptiste Grange   |
| DNF1    | 17 lutego | 2013 | Schladming        | Slalom      | 1:51,03    | -      | Marcel Hirscher        |
| DNF1    | 15 lutego | 2015 | Vail/Beaver Creek | Slalom      | 1:57,47    | -      | Jean-Baptiste Grange   |
| 22.     | 19 lutego | 2017 | Sankt Moritz      | Slalom      | 1:37,26    | +2,51  | Marcel Hirscher        |
| 22.     | 17 lutego | 2019 | Åre               | Slalom      | 2:08,45    | +2,59  | Marcel Hirscher        |
| DSQ1    | 21 lutego | 2021 | Cortina d’Ampezzo | Slalom      | 1:46,48    | -      | Sebastian Foss Solevåg |

### Puchar Świata

#### Miejsca w klasyfikacji generalnej
- sezon 2006/2007: 138.
- sezon 2007/2008: 100.
- sezon 2008/2009: 43.
- sezon 2009/2010: 33.
- sezon 2010/2011: 35.
- sezon 2011/2012: 47.
- sezon 2012/2013: 45.
- sezon 2013/2014: 78.
- sezon 2014/2015: 25.
- sezon 2015/2016: 61.
- sezon 2016/2017: 58.
- sezon 2018/2019: 55.
- sezon 2019/2020: 85.
- sezon 2020/2021: 89.
- sezon 2021/2022: 44.

#### Miejsca na podium
1. Zagrzeb – 6 stycznia 2009 (slalom) – 3. miejsce
2. Kranjska Gora – 1 marca 2009 (slalom) – 2. miejsce
3. Zagrzeb – 6 stycznia 2010 (slalom) – 1. miejsce
4. Kitzbühel – 24 stycznia 2010 (slalom) – 3. miejsce
5. Kitzbühel – 23 stycznia 2011 (slalom) – 3. miejsce
6. Alta Badia – 19 grudnia 2011 (slalom) – 2. miejsce
7. Lenzerheide – 19 marca 2011 (slalom) – 1. miejsce
8. Wengen – 17 stycznia 2016 (slalom) – 2. miejsce
9. Wengen – 16 stycznia 2022 (slalom) – 3. miejsce

- W sumie (2 zwycięstwa, 3 drugie i 4 trzecie miejsca).